# Dobrou noc, pane Pantalone
Dobrou noc, pane Pantalone (ve francouzském originále Bonsoir, monsieur Pantalon !), je komická opera (opéra comique) o jednom dějství francouzského skladatele Alberta Grisara na libreto Lockroye (vl. jm. Joseph-Philippe Simon, 1803-1891) a Porreta de Morvana podle komedie Twice Killed Johna Oxenforda (1835). Poprvé byla uvedena v pařížském Théâtre de l'Opéra-Comique (Salle Favart 2) dne 19. února 1851.

## Vznik díla
Jednoaktovou komickou operou Dobrou noc, pane Pantalone Grisar navázal na úspěch Gille únoscem a Les Porcherons. Stejně jako v případě Gilla libreto vychází v zásadě z italské commedia dell'arte (Dottore, Pantalone a Colombina mají přímé předobrazy v jejích postavách) a rovněž hudební zpracování připomíná italskou buffu, neboť Grisar čerpal svou inspiraci z osmiletého italského pobytu. Přirovnávano však bylo též k Měšťáckému dostaveníčku (Le Rendezvous bourgeois) Nicolase Isouarda. Dílo mělo v Opéra-Comique bouřlivý úspěch a jako první skladatelovo dílo se dočkalo okamžitého mezinárodního ohlasu.
Partituru opery věnoval Grisar „svému příteli Julesu Lardinovi“. Zvlášť oblíbeným číslem byl kvartet stejného jména jako celá opera, který je jejím ústředním číslem.
Mimo Francii byl Pan Pantalon hrán již v roce své premiéry v Londýně a Vídni (Divadlo na Vídeňce). V českých zemích a v českém jazyce jej uvedlo poprvé Prozatímní divadlo v Praze (premiéra 28. dubna 1871) v překladu Antonína Puldy (původně pod názvem Dobrý večer, pane Pantalon!, který byl při pozdějších reprízách změněn). V němčině ji uvedlo mj. Nové německé divadlo v Praze (premiéra 25. září 1893).
Opera Dobrou noc, pane Pantalone má předehru a 7 zpěvních čísel proložených mluvenými dialogy.

## Osoby a první obsazení
| osoba                                  | hlasový obor | premiéra (19.2.1851)               |
| -------------------------------------- | ------------ | ---------------------------------- |
| Doktor Tiritofolo                      | tenor        | Edmund-Jules (Delaunay-)Ricquier   |
| Pantalon, bohatý kupec z Bologne       |              | Bellecourt                         |
| Lelio (Lélio), jeho syn                | tenor        | Charles-Marie-Auguste Ponchard     |
| První nosič                            | bas          | Louis Palianti                     |
| Druhý nosič                            | bas          | Elias Nathan                       |
| Lukrecie (Lucrèce), doktorova manželka | soprán       | Antoinette-Jeanne-Hermance Révilly |
| Isabella (Isabelle), doktorova dcera   | mezzosoprán  | Marguerite Decroix                 |
| Colombina (Colombine), komorná         | mezzosoprán  | Marie-Charlotte Lemercier          |

## Děj opery
Děj se odehrává v Benátkách v neurčeném čase v pracovně doktora Tiritofola.
Pod balkónem zpívá hlas (Lelio) serenádu (Enfin le jour s'enfuit!). Z různých stran se sbíhají Lukrecie, Isabella a Colombina (tercet Une sérénade! avançons), z nichž každá doufá, že serenáda patří jí. Colombina čeká pozornost od svého milého, který zdědil cukrářství; Lukrecie se domnívá, že ji obdivuje neznámý mladík, který je dnes sledoval cestou z kostela (její manžel se totiž stará jen o své lektvary a své manželce nevěnuje ani tolik pozornosti, aby se s ní hádal) - a Isabella sní o mladíkovi, který stával pod jejím oknem v Padově. Nyní si ale Isabela má brát syna kupce Pantalona z Bologne, kterého dosud neviděla; Pantalon i syn jsou očekáváni dnes večer.
Zrovna když si Colombina v árii stěžuje na to, že ji její milenec zanedbává (kuplety Lorsqu'un amant, avec ivresse), přinášejí nosiči velký koš adresovaný od něj Colombině. Že by očekávané sladkosti? S košem přišel i důvěrný dopis pro Isabellu.
První, kdo se o samotě ke koši přiblíží, je Lukrecie. Z koše vyskočí Lelio a zpívá árii J'aime! J'aime!. Vysvětluje Lukrecii, že zvolil tento způsob, aby pronikl do domu neznámé ženy, do které je zamilován (že se jedná o dům doktora Tiritofola, ale neví). Paní domu si to však vysvětlí v tom smyslu, že se jedná o ni, rychle Lelia zavře zpět do krabice a hledá způsob, jak jej dostat zase pryč. Leliovi je ale v koši těsno, a když Lukrécie odejde, vyleze z něj (váhu doplní knihami) a hledá v domě místo, kam se schovat tak, aby se setkal se svou milovanou.
Colombina má mezitím strach, že až milostpaní najde dárek od služčina tajného milence, propustí ji, a vyhledá pomoc doktora, aby těžký koš někam ukryli. Při manévrování skrze balkón však koš sklouzne do kanálu. Lukrecie se vrací, a když vidí, že koš je pryč, domnívá se, že manžel na všechno přišel. Přiznává tedy, že v koši byl mladý muž. Manžel jí kupodivu nic nevyčítá, jen zbledne.
Doktor a Colombina se navzájem zavazují k mlčenlivosti. Přichází bloudící Lelio. Když musí vymyslet záminku, proč se ocitl v doktorově domě, zmíní se o tom, že jej zahlédl na balkóně, takže jej doktor i Colombina považují za nepříjemného svědka, kterého je třeba se zbavit. To se mírně změní, když zjistí, že se jedná o Lelia, očekávaného nápadníka doktorovy dcery; jejich náhlá přívětivost zase zcela zmate Lelia (tercet Monsieur! Monsieur! Monsieur!). Lelio vypije i nabídnuté víno, ukáže se však, že jej Columbina zaměnila za jeden z doktorových lektvarů a Lelio padne jako mrtev.
Colombina a doktor se zbaví své již druhé dnešní oběti tím, že ji schovají do pohovky. Zrovna přichází pan Pantalon, i když bez syna. Bohužel pro všechen dnešní zmatek nebylo připraveno ani jídlo, ani ložnice pro hosty, a pan Pantalon bude muset přespat na pohovce v pracovně (tedy - ó hrůza - nad tělem svého mrtvého syna). Doktor, Lukrecie a Colombina přejí panu Pantalonovi dobrou noc (kvartet Bonsoir, monsieur Pantalon).
Když pan Pantalon usne, vracejí se Doktor a Colombina, kteří se snaží zpod spícího kupce vyprostit mrtvolu. Pan Pantalon se ale vzbudí a v té chvíli se něco v pohovce začne hýbat. Všichni propadnou panice, přibíhají i Lukrecie a Isabella. Ukáže se, že lektvar Lelia jen tvrdě uspal a teď se neočekávaně shledává se svým otcem a se svou kráskou (neboť je to on, kdo kdysi postával pod Isabelliným oknem v Padově) a zápletka je tak vyřešena prakticky ke všeobecné spokojenosti (finále Chut! parlons bas... La frayeur m'oppresse... Au feu! de la lumière!).